# Ghiacciaio Bingley
Il ghiacciaio Bingley è un ghiacciaio tributario lungo circa 15 km situato sulla costa di Shackleton, all'interno della regione sud-occidentale della Dipendenza di Ross, nell'Antartide orientale. Il ghiacciaio, il cui punto più alto si trova a circa 2400 m s.l.m., fluisce verso sud-est partendo dal versante sud-orientale dei monti Kirkpatrick e Dickerson, sul versante occidentale dei monti della Regina Alessandra, e scorrendo fino a unire il proprio flusso a quello del ghiacciaio Berwick tra il monte Drewry, a nord, e il monte Price, a sud.

## Storia
Il ghiacciaio Bingley è stato scoperto durante la spedizione Nimrod (conosciuta anche come spedizione antartica britannica 1907-09), condotta dal 1907 al 1909 e comandata da Ernest Henry Shackleton, e così battezzato da quest'ultimo in onore della cittadina di Bingley, nel West Yorkshire, in Inghilterra, terra di origine della famiglia Shackleton.